# گنجشک گلوسیاه
گنجشک گلوسیاه (نام علمی: Amphispiza bilineata) نام یک گونه از سرده پیرامون‌سهره است.